# Dolina Bielańska

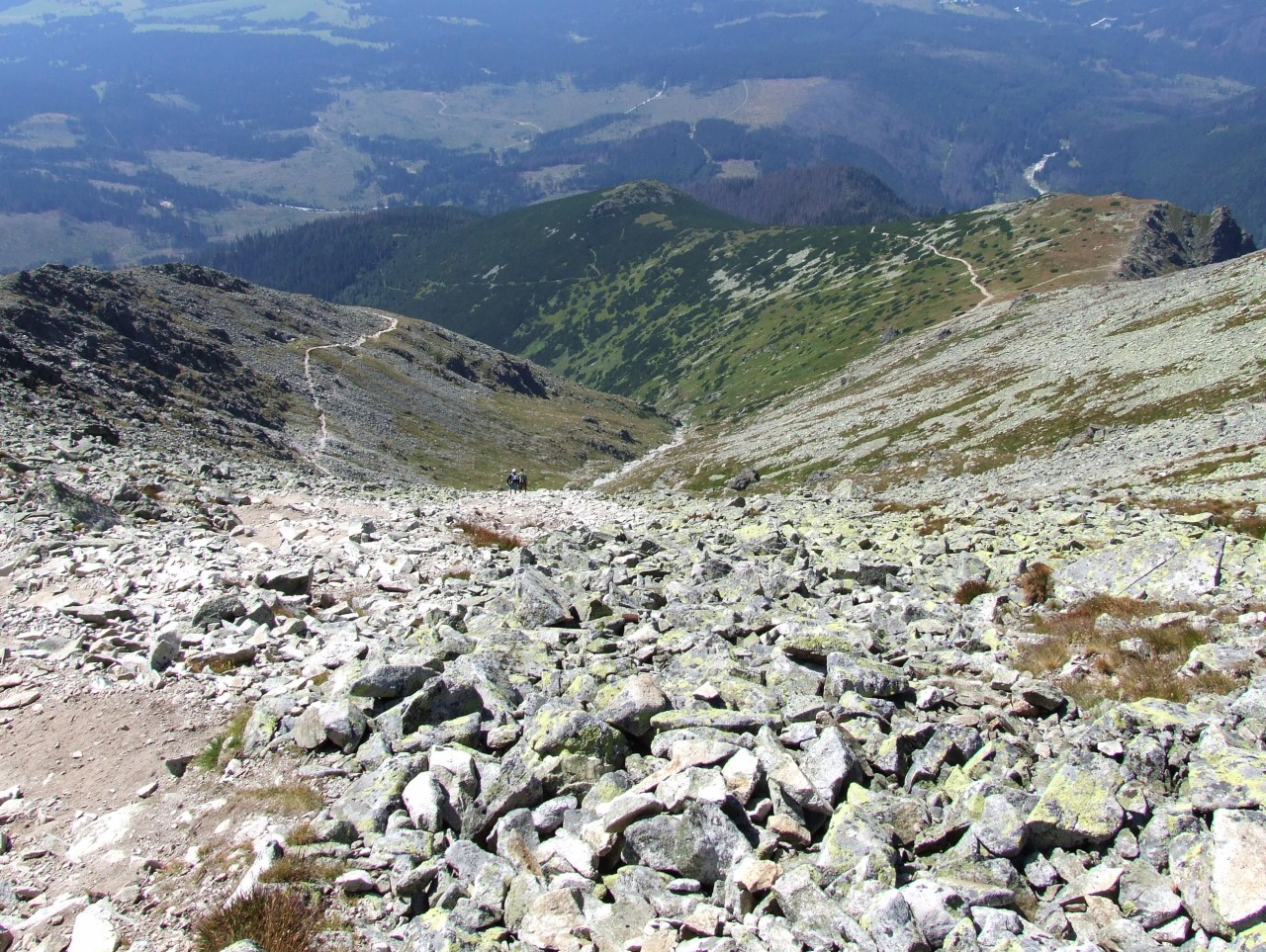
Wielki Żleb Krywański

Dolina Bielańska (słow. Bielanská dolina, niem. Belanskotal, węg. Belanszko-völgy) – dolina na południowych stokach Tatr Wysokich, na Słowacji, płynie nią Bielańska Woda. W górnej części dolina ta ma dwa odgałęzienia: Wielki Żleb Krywański i Gronikowski Żleb. Obydwa mają charakter żlebu lub głębokiego jaru, również poniżej Trzech Źródeł na pewnym odcinku dolina ma charakter jaru. Od wschodniej strony sąsiaduje z Doliną Koprową, oddzielona od niej grzbietem Wielkiej Palenicy i główną granią odnogi Krywania, od zachodu jej obramowanie tworzy Pawłowy Grzbiet i morenowy obszar Jam.
Dolinę Bielańską przecina Tatrzańska Droga Młodości i prowadzi przez nią kilka szlaków turystycznych.

## Szlaki turystyczne
– Wyżni Podkrywański Chodnik, czyli odcinek Magistrali Tatrzańskiej od osady Podbańska do Szczyrbskiego Jeziora przez Trzy Źródła, Rozdroże przy Jamskim Stawie i Rozdroże w Dolinie Furkotnej. Czas przejścia: 4:45 h, ↓ 4:35 h
  – Niżni Podkrywański Chodnik od Trzech Źródeł, wzdłuż Tatrzańskiej Drogi Młodości przez Rozdroże Jambrichowo (na Białym Wagu) do Szczyrbskiego Jeziora. Czas przejścia 3 h, ↓ 2:45 h
  – zielony od Trzech Źródeł przez Gronik i Rozdroże pod Krywaniem, potem niebieski na Krywań. Czas przejścia 4:45 h, ↓ 3:45 h
  – niebieski od Trzech Źródeł do Rozdroża pod Gronikiem w Dolinie Koprowej. Czas przejścia 45 min, ↓ 45 min.